# Георгієвка (Ребріхинський район)
Гео́ргієвка (рос. Георгиевка) — село у складі Ребріхинського району Алтайського краю, Росія. Входить до складу Біловської сільської ради.

## Населення
Населення — 573 особи (2010; 797 у 2002).
Національний склад (станом на 2002 рік):
- росіяни — 76 %